# Michaelskirche (Viernheim)

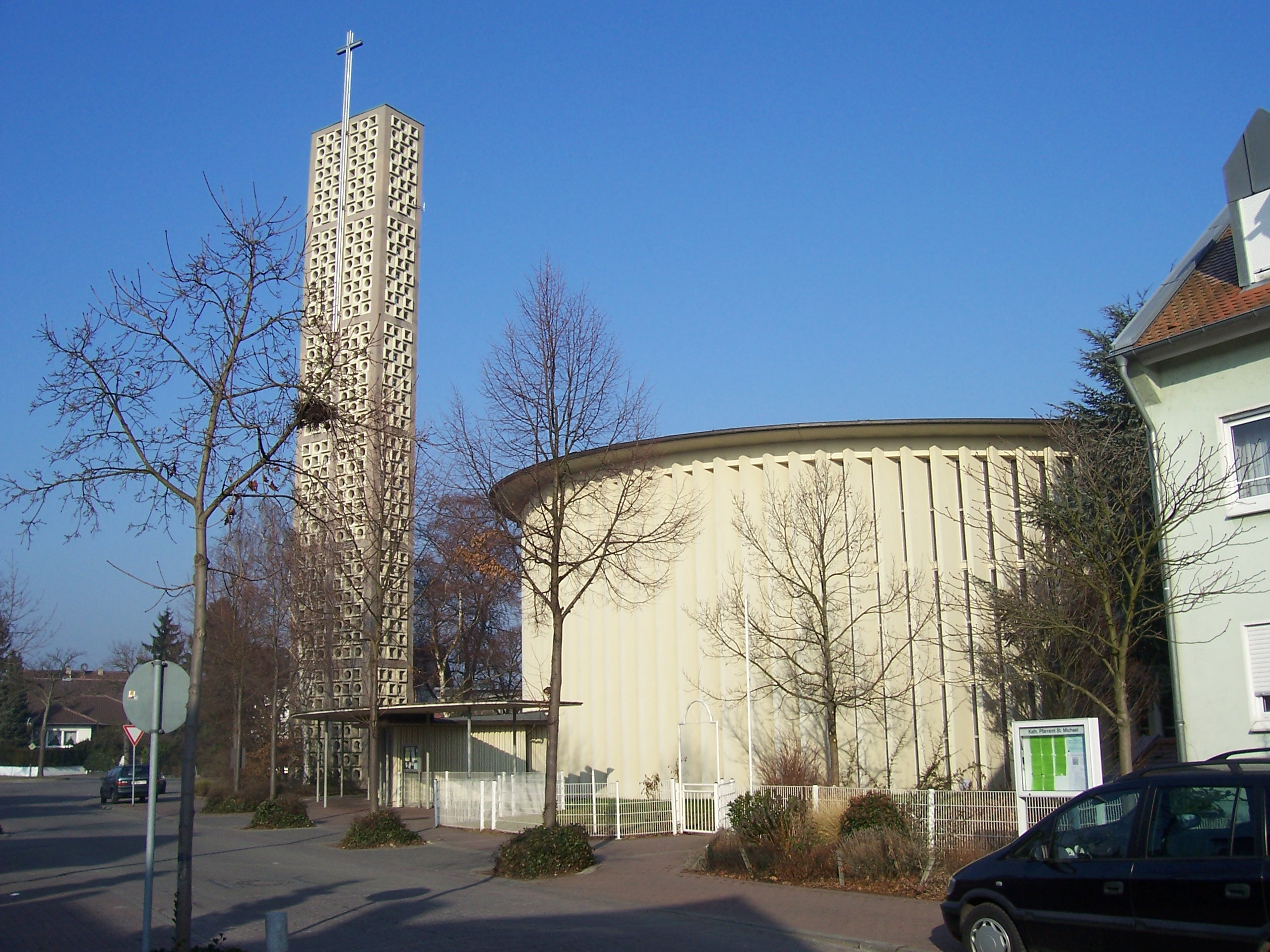
St. Michael (Viernheim)

Die römisch-katholische, denkmalgeschützte Michaelskirche steht in der Gemeinde Viernheim im Landkreis Bergstraße in Hessen. Die Kirche gehört zum Bistum Mainz. Kirchenpatron ist der Erzengel Michael. 

## Beschreibung
Die Kirche auf ovalem Grundriss mit einem weit auskragenden Dachgesims wurde nach einem Entwurf von Hugo Becker (1897–1967) erbaut. Die Grundsteinlegung erfolgte am 29. April 1956, die Konsekration am 8. September 1957. Das aus Beton gefertigte Gebäude ist nach außen mit hellen Klinkern verblendet und im Inneren mit einem hellen Rauputz versehen. Die sich nach Süden öffnenden Fenster verbergen sich hinter einer Lamellenfassade. Die farbigen Fenster mit Themen aus der Apokalypse des Johannes stammen ebenso wie die Mosaiken der Altarwand von dem Künstler Franz Dewald (1911–1990). Dargestellt auf der Altarwand ist innerhalb eines Tierkreises mit den Tierkreiszeichen ein Christus Pantokrator sowie rechts davon eine Gruppe von sieben stilisierten Engeln.
Der Campanile steht nordwestlich des Kirchenschiffs. Sein Glockenstuhl wurde 1961 mit vier Kirchenglocken bestückt, die von Friedrich Wilhelm Schilling gegossenen wurden.
1965 wurde eine Orgel mit 23 Registern und insgesamt 1782 Orgelpfeifen von Emanuel Kemper auf der Empore aufgestellt. Sie wurde 2015 durch die Hugo Mayer Orgelbau saniert, der Orgelprospekt wurde im Zuge der Sanierung farblich neu gefasst.